# South Mimms and Ridge
South Mimms and Ridge är en civil parish i distriktet Hertsmere, i grevskapet Hertfordshire, i England. Civil parish är belägen 9 km från St Albans. Det inkluderar South Mimms och Ridge. Civil parish hade 1 064 invånare år 2021. Civil parishen inrättades den 1 april 2023 genom sammanslagning av South Mimms och Ridge.